# Liste de peintures de Joseph Mallord William Turner
Cette page fournit une liste chronologique de peintures à l'huile et d'aquarelles de Joseph Mallord William Turner, (1775-1851).

## Formation
| Image | Thème        | Titre | Date      | Technique                                  | Dimensions                | Lieu de Conservation                       | Référence |
| ----- | ------------ | --- | --------- | ------------------------------------------ | ------------------------- | ------------------------------------------ | --------- |
|       | Paysage      | Folly Bridge et la tour de Bacon, Oxford. Série du Oxford et autres sujets                                                      | 1787      | aquarelle et graphite sur papier           | 32 × 44 cm                | Tate Britain, Londres                      | Musée     |
|       | Paysage      | Vue sur le palais de l'archevêque, Lambeth                                                                                      | 1790      | aquarelle                                  | 26 × 38 cm                | Musée d'Art d'Indianapolis                 | Musée     |
|       | Paysage      | L'Avon près du mur de Wallis Série de Bristol et Malmesbury                                                                     | 1791      | aquarelle et plume                         | 24 × 30 cm                | Tate Britain, Londres                      | Musée     |
|       | Portrait     | Autoportrait | 1791-1793 | huile sur toile                            | 51 × 41 cm                | Musée d'Art d'Indianapolis                 | Musée     |
|       | Paysage      | Le Pantheon, Oxford street le matin après l'Incendie                                                                            | 1792      | aquarelle et plume                         | 39 × 51 cm                | Tate Britain, Londres                      | Musée     |
|       | Paysage      | St. Augustine's Gate, Canterbury                                                                                                | 1792-1793 | aquarelle et graphite sur papier           | 21 × 27 cm                | Centre d'art britannique de Yale New Haven | Musée     |
|       | Paysage      | Abbaye de Tintern : le passage et le chœur regardant vers la fenêtre est. Série du Voyage au pays de Galles et dans les Marches | 1794      | graphite et aquarelle sur papier           | 36 × 25 cm                | Tate Britain, Londres                      | Musée     |
|       | Paysage      | Pêcheurs en mer | 1796 exp. | huile sur toile                            | 91 × 122 cm               | Tate Britain, Londres                      | Musée     |
|       | Paysage      | Paysage avec chute d'eau | 1796 vers | aquarelle et graphite sur velin            | 28 × 39 cm                | Centre d'art britannique de Yale New Haven | Musée     |
|       | Marine       | Petits bateaux à côté d'un Man O' War Cahiers de croquis «Studies near Brighton» et «Wilson»                                    | 1796-1817 | aquarelle et gouache sur papier            | 35 × 61 cm                | Tate Britain, Londres                      | Musée     |
|       | Paysage      | Le Clair de lune une étude à Millbank                                                                                           | 1797 exp. | huile sur acajou                           | 31 × 40 cm                | Tate Britain, Londres                      | Musée     |
|       | Architecture | Transept du Prieuré d'Ewenny, Glamorgan                                                                                         | 1797 vers | aquarelle                                  | 40 × 56 cm                | Musée national de Cardiff                  | Musée     |
|       | Paysage      | Château de Norham : Etude de couleur Série Nord de l'Angleterre                                                                 | 1797-1798 | aquarelle et graphite                      | 54 × 75 cm                | Tate Britain, Londres                      | Musée     |
|       | Industrie    | L'Intérieur d'une fonderie de canons Série Nord de l'Angleterre (Rotherham)                                                     | 1797-1798 | aquarelle et graphite                      | 25 × 35 cm                | Tate Britain, Londres                      | Musée     |
|       | Industrie    | Stourhead: Vue au-dessus du lac                                                                                                 | 1798      | aquarelle et graphite                      | 40 × 54 cm                | Tate Britain, Londres                      | Musée     |
|       | Paysage      | Château de Conway, au nord du Pays de Galles                                                                                    | 1798      | 54 × 76 cm                                 | Getty Museum, Los Angeles | Musée                                      |           |
|       | Mythologie   | Énée et la Sibylle, Lac Averne                                                                                                  | 1798 vers | huile sur toile                            | 76 × 98 cm                | Tate Britain, Londres                      | Musée     |
|       | Paysage      | Lac Buttermere, avec une partie de Cromackwater Cumberland, une averse                                                          | 1798 exp. | huile sur toile                            | 89 × 119 cm               | Tate Britain, Londres                      | Musée     |
|       | Paysage      | Caernarvon Castle esquisse à l'huile                                                                                            | 1798 vers | huile sur pin                              | 152 × 232 cm              | Tate Britain, Londres                      | Musée     |
|       | Portrait     | Autoportrait | 1799 vers | huile sur toile                            | 74 × 58 cm                | Tate Britain, Londres                      | Musée     |
|       | Paysage      | Vue en perspective de l'abbaye de Fonthill                                                                                      | 1799 vers | aquarelle et gouache sur papier            |                           | Musée de Bolton (Grand Manchester)         | Musée     |
|       | Paysage      | Vue de l'abbaye de Fonthill série Tour du pays de Galles série de cinq aquarelles de Fonthill pour William Beckford             | 1799-1800 | aquarelle et graphite inachevée sur papier | 105 × 71 cm               | Tate Britain, Londres                      | Musée     |
|       | Histoire     | Château de Dolbadarn étude préliminaire                                                                                         | 1799-1800 | huile sur panneau                          | 45 × 30 cm                | Bibliothèque nationale du pays de Galles   | Musée     |
|       | Paysage      | Nant Peris, regardant vers le Snowdon série Tour du Pays de Galles                                                              | 1799-1800 | aquarelle et graphite sur papier           | 55 × 77 cm                | Tate Britain, Londres                      | Musée     |
|       | Histoire     | Le Siege de Seringapatam | vers 1800 | aquarelle et gouache sur papier            | 42 × 65 cm                | Tate Britain, Londres                      | Musée     |
|       | Histoire     | Château de Dolbadarn Nord du pays de Galles                                                                                     | 1800      | huile sur panneau                          | 120 × 90 cm               | Royal Academy, Londres                     | Musée     |
|       | Biblique     | La Cinquième Plaie d'Égypte | 1800      | huile sur toile                            | 124,4 × 183 cm            | Musée d'Art d'Indianapolis                 | Musée     |
|       | Marine       | Bateaux hollandais dans une tempête dit La Marine de Bridgewater                                                                | 1800      | huile sur toile                            | 162 × 221 cm              | National Gallery, Londres en dépôt         | Musée     |

## Consécration
| Image | Thème          | Titre | Date      | Technique                        | Dimensions   | Lieu de Conservation                            | Référence |
| ----- | -------------- | --- | --------- | -------------------------------- | ------------ | ----------------------------------------------- | --------- |
|       | Biblique       | La Dixième Plaie d'Égypte | 1802 exp. | huile sur toile                  | 143 × 236 cm | Tate Britain, Londres                           | Musée     |
|       | Mythologie     | Jason | 1802 exp. | huile sur toile                  | 90 × 120 cm  | Tate Britain, Londres                           | Musée     |
|       | Paysage        | Les Gorges de Schöllenen depuis le Pont du Diable (Schöllenen) col du Saint-Gothard Carnet de croquis St Gothard et Mont Blanc | 1802      | aquarelle et gouache sur papier  | 47 × 31 cm   | Tate Britain, Londres                           | Musée     |
|       | Marine         | La Jetée de Calais, avec des "poissards" (petits bateaux de pêche) français se préparant pour la mer : un ferry anglais arrive | 1803      | huile sur toile                  | 172 × 240 cm | National Gallery, Londres                       | Musée     |
|       | Marine         | Bateaux de pêche entrant dans le port de Calais                                                                                | 1803 vers | huile sur toile                  | 74 × 98 cm   | The Frick Collection, New York                  | Musée     |
|       | Paysage        | Bonneville, Savoie | 1803      | huile sur toile                  | 93 × 123 cm  | Musée d'Art de Dallas                           | Musée     |
|       | Paysage        | Le Château d’Argent, au-dessus de Villeneuve, Val d’Aoste, avec le mont Émilius                                                | vers 1803 | aquarelle et crayon sur papier   | 20 × 27 cm   | Tate Britain, Londres                           | Musée     |
|       | Paysage        | Pont du Diable (Schöllenen), Saint-Gothard                                                                                     | 1803-1804 | huile sur toile                  | 77 × 63 cm   | Kunsthaus de Zurich                             |           |
|       | Paysage        | La Tamise près du pont Walton                                                                                                  | 1803-1805 | huile sur acajou                 | 37 × 74 cm   | Tate Britain, Londres                           | Musée     |
|       | Marine         | Le Naufrage | 1805 exp. | huile sur toile                  | 170 × 242 cm | Tate Britain, Londres                           | Musée     |
|       | Biblique       | Le Déluge | 1805 exp. | huile sur toile                  | 143 × 237 cm | Tate Britain, Londres                           | Musée     |
|       | Paysage        | Une église et un village vus d'un sentier au bord du fleuve : ? Benson Carnet : La Tamise , de Reading à Walton                | 1805      | aquarelle et graphite sur papier | 26 × 37 cm   | Tate Britain, Londres                           | Musée     |
|       | Histoire       | Le Victory de retour de Trafalgar, en trois positions                                                                          | 1806 vers | huile sur toile                  | 67 × 100 cm  | Centre d'art britannique de Yale New Haven      | Musée     |
|       | Mythologie     | La Déesse de la discorde choisissant la pomme dans le jardin des Hespérides                                                    | 1806 vers | huile sur toile                  | 155 × 218 cm | Tate Britain, Londres                           | Musée     |
|       | Mythologie     | Maison au bord d'une rivière avec des arbres et un bateau                                                                      | 1806-1807 | huile sur toile                  | 90 × 116 cm  | Tate Britain, Londres                           | Musée     |
|       | Histoire       | Spithead : deux navires danois capturés entrant dans le port de Portsmouth dit «L'Équipage du bateau récupérant l'ancre».      | 1806-1807 | huile sur toile                  | 171 × 234 cm | Tate Britain, Londres                           | Musée     |
|       | Marine         | Bateaux à l'embouchure de la Tamise                                                                                            | 1806-1807 | huile sur toile                  | 86 × 117 cm  | Tate Britain, Londres                           | Musée     |
|       | Histoire       | La Bataille de Trafalgar vue depuis les haubans tribord du mât de misaine du Victory                                           | 1806-1808 | huile sur toile                  | 170 × 242 cm | Tate Britain, Londres                           | Musée     |
|       | Paysage        | Le Ravin de Gordale Série Farnley et sujets connexes                                                                           | 1808 vers | huile et graphite sur papier     | 55 × 77 cm   | Tate Britain, Londres                           | Musée     |
|       | Paysage        | Vue de Richmond Hill et du pont                                                                                                | 1808 exp. | huile sur toile                  | 91 × 121 cm  | Tate Britain, Londres                           | Musée     |
|       | Paysage        | Abingdon | 1806 exp. | huile sur toile                  | 91 × 121 cm  | Tate Britain, Londres                           | Musée     |
|       | Scène de genre | Un forgeron de campagne discutant avec le boucher le prix du fer et le prix facturé pour ferrer son poney                      | 1807 exp. | huile sur acajou                 | 55 × 79 cm   | Tate Britain, Londres                           | Musée     |
|       | Architecture   | La Crypte de l'Abbaye de Kirkstall                                                                                             | 1806-1807 | aquarelle et graphite sur papier | 18 × 25 cm   | Tate Britain, Londres                           | Musée     |
|       | Paysage        | Londres vue du parc de Greenwich                                                                                               | 1809 exp. | huile sur toile                  | 90 × 120 cm  | Tate Britain, Londres                           | Musée     |
|       | Scène de genre | La Grange après la récolte (Harvest Home, Watford))                                                                            | 1809 vers | huile sur toile                  | 90 × 120 cm  | Tate Britain, Londres                           | Musée     |
|       | Scène de genre | La Récolte des navets près de Slough («Windsor»)                                                                               | 1809 exp. | huile sur toile                  | 102 × 130 cm | Tate Britain, Londres                           | Musée     |
|       | Paysage        | Château de Scarborough garçons pêchant des crabes Angleterre                                                                   | 1809      | aquarelle et vernis sur papier   | 28 × 40 cm   | Wallace Collection (musée), Londres             | Musée     |
|       | Scène de genre | Ville et château de Scarborough : matin: garçons attrapant des crabes                                                          | 1810 vers | aquarelle sur papier             | 68 × 101 cm  | Musée national d'Australie-Méridionale Adelaïde | Musée     |
|       | Architecture   | Intérieur de la grande salle Somerset House, Londres Perspertives numérotées N°26                                              | 1810 vers | aquarelle et crayon sur papier   | 67 × 100 cm  | Tate Britain, Londres                           | Musée     |
|       | Architecture   | Intérieur du Mausolée de Brocklesby Perspertives numérotées N°76                                                               | 1810 vers | aquarelle et crayon sur papier   | 64 × 49 cm   | Tate Britain, Londres                           | Musée     |
|       | Scène de genre | Marché aux poissons ou Le Marché aux poissons de Hastings Beach                                                                | 1810      | huile sur toile                  | 91 × 121 cm  | Musée d'art Nelson-Atkins, Kansas City          | Musée     |
|       | Scène de genre | L'Épave d'un navire marchand série de catastrophes naturelles et tempêtes                                                      | 1810      | huile sur toile                  | 173 × 245 cm | Musée Calouste-Gulbenkian , Lisbonne            | Musée     |
|       | Paysage        | La Chute d'une avalanche dans les Grisons série de catastrophes naturelles et tempêtes                                         | 1810 exp. | huile sur toile                  | 90 × 120 cm  | Tate Britain, Londres                           | Musée     |
|       | Mythologie     | Apollon et Python | 1811 exp. | huile sur toile                  | 145 × 237 cm | Tate Britain, Londres                           | Musée     |
|       | Mythologie     | Saltash avec le ferry de l'eau, Cornouailles                                                                                   | 1811      | huile sur toile                  | 90 × 121 cm  | Metropolitan Museum of Art, New York            | Musée     |
|       | Histoire       | Tempête de neige : Hannibal et son armée traversent les Alpes                                                                  | 1812 exp. | huile sur toile                  | 146 × 237 cm | Tate Britain, Londres                           | Musée     |
|       | Scène de genre | Matin glacial | 1813 exp. | huile sur toile                  | 114 × 145 cm | Tate Britain, Londres                           | Musée     |
|       | Paysage        | Estuaire de la Plym vue de Boringdon (Devon)                                                                                   | 1813      | huile sur papier préparé         | 24 × 30 cm   | Tate Britain, Londres                           | Musée     |
|       | Paysage        | Tir de la bécasse sur Otley Chevin                                                                                             | 1813      | aquarelle et vernis sur papier   | 28 × 40 cm   | Wallace Collection, Londres                     | Musée     |
|       | Mythologie     | Didon et Énée | 1814 exp. | huile sur toile                  | 146 × 237 cm | Tate Britain, Londres                           | Musée     |
|       | Paysage        | Ivy Bridge, Devonshire Série Aquarelles du Devon                                                                               | 1814-1815 | aquarelle sur papier             | 28 × 41 cm   | Tate Britain, Londres                           | Musée     |
|       | Paysage        | La Tamise vue de la colline de Richmond Hill                                                                                   | 1815 vers | aquarelle et graphite sur papier | 19 × 27 cm   | Tate Britain, Londres                           | Musée     |
|       | Paysage        | La Bataille de Fort Rock, Val d’Aoste, Piémont, 1796                                                                           | 1815 exp. | aquarelle et gouache sur papier  | 70 × 101 cm  | Tate Britain, Londres                           | Musée     |
|       | Paysage        | La Traversée du ruisseau | 1815 exp. | huile sur toile                  | 193 × 165 cm | Tate Britain, Londres                           | Musée     |
|       | Histoire       | Didon construisant Carthage ou l'Ascension de l'Empire carthaginois                                                            | 1815      | huile sur toile                  | 155 × 230 cm | National Gallery, Londres                       | Musée     |
|       | Paysage        | Hackfall, près de Ripon | 1816 vers | aquarelle et vernis sur papier   | 28 × 40 cm   | Wallace Collection (musée), Londres             | Musée     |
|       | Paysage        | Chasse à la grouse sur Beamsley Beacon, Angleterre                                                                             | 1816 vers | aquarelle et vernis sur papier   | 28 × 39 cm   | Wallace Collection (musée), Londres             | Musée     |
|       | Animalier      | Tête d'un paon Farnley Book of Birds                                                                                           | 1816 vers | aquarelle et grattage            |              | Farnley Hall Collection                         |           |
|       | Paysage        | La Courbe de la Lune vers le Château Hornby                                                                                    | 1816-1818 | aquarelle et crayon sur papier   |              | Courtauld Gallery, Londres                      | Musée     |
|       | Histoire       | Le Déclin de l'Empire carthaginois                                                                                             | 1817 exp. | huile sur toile                  | 170 × 239 cm | Tate Britain, Londres                           | Musée     |
|       | Histoire       | L'Éruption du Vésuve | 1817-1820 | aquarelle sur papier vélin       | 29 × 40 cm   | Centre d'art britannique de Yale New Haven      | Musée     |
|       | Histoire       | Le Champ de bataille de Waterloo                                                                                               | 1818 exp. | huile sur toile                  | 147 × 239 cm | Tate Britain, Londres                           | Musée     |
|       | Histoire       | Angleterre: Richmond Hill, à l’occasion de l’anniversaire du prince régent                                                     | 1819 exp. | huile sur toile                  | 180 × 335 cm | Tate Britain, Londres                           | Musée     |

## Premier voyage en Italie
| Image | Thème          | Titre | Date         | Technique                                  | Dimensions     | Lieu de Conservation                          | Référence            |
| ----- | -------------- | --- | ------------ | ------------------------------------------ | -------------- | --------------------------------------------- | -------------------- |
|       | Paysage        | Le Castel dell'Ovo, Naples, avec Capri au loin Carnet de croquis de Naples à Rome                                                             | 1819         | aquarelle et graphite sur papier           | 25 × 40 cm     | Tate Britain, Londres                         | Musée                |
|       | Paysage        | La Campagne romaine vue du Monte Testaccio soleil couchant Carnet de croquis de Naples à Rome                                                 | 1819         | aquarelle et gouache sur papier            | 25 × 40 cm     | Tate Britain, Londres                         | Musée                |
|       | Paysage        | Lac de Côme vu de Menaggio, en direction de Bellagio Carnet de croquis de Côme et Venise                                                      | 1819         | aquarelle sur papier vélin                 | 22 × 29 cm     | Tate Britain, Londres                         | Musée                |
|       | Paysage        | Venise : Le Campanile de Saint-Marc et le palais des Doges Carnet de croquis de Côme et Venise                                                | 1819         | aquarelle et crayon sur papier             | 22 × 29 cm     | Tate Britain, Londres                         | Musée                |
|       | Marine         | Entrée de la Meuse : Marchand d'oranges échoué et perdant sa cargaison ; Eglise de Brielle                                                    | 1819 exp.    | huile sur toile                            | 175 × 246 cm   | Tate Britain, Londres                         | Musée                |
|       | Paysage        | La Courbe de la Lune | 1820vers     | aquarelle sur papier                       | 42 × 53 cm     | Tate Britain, Londres                         | Musée                |
|       | Histoire       | Rome vue du Vatican | 1820 exp.    | huile sur toile                            | 177 × 335 cm   | Tate Britain, Londres                         | Musée                |
|       | Histoire       | La Bataille de Trafalgar | 1822         | huile sur toile                            | 261 × 368 cm   | National Maritime Museum, Greenwich (Londres) | Musée                |
|       | Histoire       | George IV au banquet du prévôt Parlement, Édimbourg inachevé                                                                                  | 1822 vers    | huile sur toile                            | 67 × 92 cm     | Tate Britain, Londres                         | Musée                |
|       | Paysage        | Le Château de Norham sur la rivière Tweed | 1822-1823    | aquarelle                                  | 177 × 335 cm   | Tate Britain, Londres                         | Musée                |
|       | Paysage        | Installation défensive sur la rivière Tyne Série Les Rivières d'Angleterre                                                                    | 1823         | aquarelle sur papier                       | 15 × 22 cm     | Tate Britain, Londres                         | Musée                |
|       | Histoire       | La Baie de Baïes, avec Apollon et la Sibylle                                                                                                  | 1823 exp.    | huile sur toile                            | 145 × 337 cm   | Tate Britain, Londres                         | Musée                |
|       | Paysage        | Stangate Creek, sur la rivière Medway Série Les Rivières d'Angleterre                                                                         | 1823-1824    | aquarelle sur papier                       | 16 × 24 cm     | Tate Britain, Londres                         | Musée                |
|       | Paysage        | Whitby Série Les Ports d'Angleterre | 1824 vers    | aquarelle sur papier                       | 16 × 22 cm     | Tate Britain, Londres                         | Musée                |
|       | Paysage        | Scarborough Série Les Ports d'Angleterre | 1825         | aquarelle et graphite sur papier           | 16 × 22 cm     | Tate Britain, Londres                         | Musée                |
|       | Paysage        | Vue de Londres depuis Greenwich | 1825         | aquarelle et encre sur papier              | 21 × 28 cm     | Metropolitan Museum of Art, New York          | Musée                |
|       | Paysage        | Colchester, Essex | 1825-1826    | aquarelle, graphite et gouache, sur papier |                | Courtauld Gallery, Londres                    | Exposition du Musée  |
|       | Marine         | La Mer et le ciel | 1825-1830    | aquarelle et gouache sur papier            | 34 × 49 cm     | Tate Britain, Londres                         | Musée                |
|       | Marine         | Aldborough, Suffolk Vues pittoresques de l'Angleterre et du Pays de Galles                                                                    | 1826 vers    | aquarelle et gouache sur papier            | 28 × 40 cm     | Tate Britain, Londres                         | Musée                |
|       | Marine         | Le Port de Dieppe : changement de domicile | 1826         | huile sur toile                            | 174 × 225 cm   | The Frick Collection, New York                | Musée                |
|       | Marine         | Cologne, l'arrivée d'un paquebot: soirée | 1826         | huile sur toile                            | 169 × 224 cm   | The Frick Collection, New York                | Musée                |
|       | Paysage        | Mortlake Terrace, tôt le matin, l'été | 1826         | huile sur toile                            | 93 × 123 cm    | The Frick Collection, New York                | Musée                |
|       | Paysage        | La Chapelle de Guillaume Tell SérieL'Italie de Samuel Rogers                                                                                  | 1826-1827    | aquarelle et graphite sur papier           | 24 × 31 cm     | Tate Britain, Londres                         | Musée                |
|       | Histoire       | Le Port de Brest : les quais et le château | 1826-1828    | huile sur toile                            | 173 × 223 cm   | Tate Britain, Londres                         | Musée                |
|       | Scène de genre | Petworth : L'Artiste et ses admirateurs | 1827         | aquarelle sur papier                       | 14 × 19 cm     | Tate Britain, Londres                         | Musée                |
|       | Intérieur      | Petworth : la bibliothèque blanche, regardant l'enfilade depuis l'alcôve                                                                      | 1827         | aquarelle sur papier                       | 14 × 19 cm     | Tate Britain, Londres                         | Musée                |
|       | Paysage        | Mortlake Terrace | 1827         | huile sur toile                            | 92 × 122 cm    | National Gallery of Art, Washington           | Musée                |
|       | Paysage        | Scène dans le Derbyshire Les Hauteurs d’Abraham, Matlock Bath''                                                                               | 1827 avant   | huile sur toile                            | 45 × 61 cm     | Musée national du Québec                      | Musée                |
|       | Paysage        | Étude de la mer et du ciel île de Wight | 1827         | huile sur toile                            | 32 × 50 cm     | Tate Britain, Londres                         | Musée                |
|       | Paysage        | East Cowes Castle, les bateaux de la la régate largant leurs amarres Croquis n°3                                                              | 1827         | huile sur toile                            | 45 × 61 cm     | Tate Britain, Londres                         | Musée                |
|       | Paysage        | Dieppe : le port vu du quai Henri IV | 1827         | huile sur toile partie d'un long rouleau   | 60 × 89 cm     | Tate Britain, Londres                         | Musée                |
|       | Paysage        | Le Lac, Petworth, coucher de soleil Exemple d'étude                                                                                           | 1827-1828    | huile sur toile                            | 63 × 140 cm    | Tate Britain, Londres                         | Musée                |
|       | Paysage        | Canal de Chichester Série de quatre toiles vue de Petworth                                                                                    | 1828         | huile sur toile                            | 65 × 135 cm    | Tate Britain, Londres                         | Musée                |
|       | Paysage        | Petworth Park: église de Tillington au loin Série de quatre toiles vue de Petworth ?                                                          | 1828 vers    | huile sur toile                            | 60 × 146 cm    | Tate Britain, Londres                         | Musée                |
|       | Scène de genre | Soldats buvant dans un café, Nantes ? Études libres du Nord de la France                                                                      | 1826-1828    | aquarelle et gouache sur papier            | 14 × 19 cm     | Tate Britain, Londres                         | Musée                |
|       | Mythologie     | Vision de Médée | 1828         | huile sur toile                            | 174 × 249 cm   | Tate Britain, Londres                         | Musée                |
|       | Histoire       | Regulus | 1828 et 1837 | huile sur toile                            | 89 × 124 cm    | Tate Britain, Londres                         | Musée                |
|       | Paysage        | Paysage du Sud avec un aqueduc | vers 1828    | huile sur toile                            | 150 × 249 cm   | Tate Britain, Londres                         | Musée                |
|       | Littéraire     | Boccace racontant le conte de la cage aux oiseaux                                                                                             | 1828 exp.    | huile sur toile                            | 122 × 90 cm    | Tate Britain, Londres                         | Musée                |
|       | Paysage        | Vue d'Orvieto, peinte à Rome | 1828-1830    | huile sur toile                            | 91 × 123 cm    | Tate Britain, Londres                         | Musée                |
|       | Paysage        | La Forteresse Priamar à Savona | 1828-1837    | aquarelle et gouache sur papier            | 15 × 19 cm     | Tate Britain, Londres                         | Musée                |
|       | Paysage        | Le Lac de Petworth : combat de mâles | 1829         | huile sur toile                            | 62 × 147 cm    | Tate Britain, Londres                         | Musée                |
|       | Mythologie     | Ulysse se moquant de Polyphème L'Odyssée d'Homère                                                                                             | 1829         | huile sur toile                            | 132 × 203 cm   | National Gallery, Londres                     | Musée                |
|       | Paysage        | Vue du château de Saint-Germain-en-Laye | 1829-1830    | aquarelle et graphite                      | 30 × 46 cm     | Musée du Louvre, Paris                        | Musée                |
|       | Paysage        | Château de Norham au lever du soleil Probablement série «Angleterre et Pays de Galles»                                                        | 1830 vers    | aquarelle sur papier                       | 31 × 49 cm     | Tate Britain, Londres                         | Musée                |
|       | Intérieur      | Intérieur d'une grande maison la salle de dessin, château de East Cowes                                                                       | 1830 vers    | huile sur toile                            | 91 × 122 cm    | Tate Britain, Londres                         | Musée                |
|       | Religieux      | Pilate se lavant les mains | 1830 exp.    | huile sur toile                            | 91 × 121 cm    | Tate Britain, Londres                         | Musée                |
|       | Paysage        | Lucerne | après 1830   | aquarelle et gouache sur papier            | 25 × 31 cm     | Tate Britain, Londres                         | Musée                |
|       | Paysage        | Le Coucher de soleil écarlate | 1830-1840    | Aquarelle et gouache sur papier            | 13 × 19 cm     | Tate Britain, Londres                         | Musée                |
|       | Scène de genre | Plage de Calais à marée basse "poissards" ramassant des appâts                                                                                | 1830         | huile sur toile                            | 68 × 105 cm    | Bury Art Museum                               | Art UK               |
|       | Marine         | Fort Vimieux | 1831         | huile sur toile                            | 71 × 107 cm    | Collection privée Vente Sothebys 2004         | Catalogue Sotheby's  |
|       | Histoire       | Barge de l'amiral van Tromp entrant dans le Texel en 1645                                                                                     | 1831         | huile sur toile                            | 90 × 122 cm    | Sir John Soane's Museum, Londres              | Musée                |
|       | Scène de genre | Étude de Watteau selon les règles de du Fresnoy                                                                                               | 1831 exp.    | huile sur chêne                            | 40 × 69 cm     | Tate Britain, Londres                         | Musée                |
|       | Paysage        | Soleil couchant | 1830-1835    | huile sur toile                            | 67 × 82 cm     | Tate Britain, Londres                         | Musée                |
|       | Histoire       | Le Prince d'Orange, Guillaume III embarqué de Hollande et débarqué à Torbay le 4 novembre 1688, après un passage orageux                      | 1832 exp.    | huile sur toile                            | 90 × 120 cm    | Tate Britain, Londres                         | Musée                |
|       | Littéraire     | Le Pèlerinage de Childe Harold - Italie | 1832 exp.    | huile sur toile                            | 142 × 248 cm   | Tate Britain, Londres                         | Musée                |
|       | Paysage        | La Cathédrale de Rouen Série «Wanderings by the Seine» («Tournée annuelle de Turner»)                                                         | 1832 vers    | aquarelle et gouache sur papier            | 14 × 19 cm     | Tate Britain, Londres                         | Musée                |
|       | Paysage        | Vue sur la Seine entre Mantes et Vernon (Rolleboise sur la route de Bonnières) Série «Wanderings by the Seine» («Tournée annuelle de Turner») | 1833 vers    | aquarelle et gouache sur papier            | 14 × 19 cm     | Tate Britain, Londres                         | Musée                |
|       | Paysage        | Paris depuis la Barrière de Passy Série «Wanderings by the Seine» («Tournée annuelle de Turner»)                                              | 1833 vers    | aquarelle et gouache sur papier            | 14 × 19 cm     | Tate Britain, Londres                         | Musée                |
|       | Paysage        | Paris : le Pont Neuf et l'Île de la Cité Série «Wanderings by the Seine» («Tournée annuelle de Turner»)                                       | 1833 vers    | aquarelle et gouache sur papier            | 14 × 19 cm     | Tate Britain, Londres                         | Musée                |
|       | Peinture       | Anvers: Van Goyen à la recherche d'un sujet                                                                                                   | 1833         | huile sur toile                            | 92 × 123 cm    | The Frick Collection, New York                | Musée                |
|       | Allégorie      | La Chute de l'anarchie (?) | 1833-1834    | huile sur toile                            | 60 × 76 cm     | Tate Britain, Londres                         | Musée                |
|       | Peinture       | Bethléhem-La Fuite en Égypte | 1833-1836    | aquarelle et crayon                        | 12 × 20 cm     | Collection privée Vente Sotheby's             | E. Universalis       |
|       | Histoire       | Incendie à Constantinople | vers 1834    | huile sur carton marouflé sur toile        | 46 × 62 cm     | Palais des Beaux-Arts de Lille, Lille         | Musée                |
|       | Littéraire     | Le Rameau d'or (Chant VI de l'Énéide) | 1834 exp.    | huile sur toile                            | 104 × 164 cm   | Tate Britain, Londres                         | Musée                |
|       | Paysage        | Le Temple de Poséidon au cap Sounion (Cap Colonna, Grèce)                                                                                     | 1834 vers    | aquarelle et gouache sur papier            | 38 × 59 cm     | Tate Britain, Londres                         | Musée                |
|       | Histoire       | L'Incendie des chambres du Parlement | 1834-1835    | aquarelle et gouache sur papier            | 30 × 44 cm     | Tate Britain, Londres                         | Musée                |
|       | Histoire       | Phare de Long Ship, au bout des terres | 1834-1835    | aquarelle et gouache sur papier            | 29 × 44 cm     | Getty Museum, Los Angeles                     | Musée                |
|       | Histoire       | L'Incendie de la Chambre des lords et des communes, le 16 octobre 1834                                                                        | 1834-1835    | huile sur toile                            | 92 × 123 cm    | Philadelphia Museum of Art                    | Musée                |
|       | Histoire       | L'Incendie de Rome ? Études de paysages urbains et de ports                                                                                   | 1834-1840    | aquarelle, gouache et graphite             | 21,6 × 36,7 cm | Tate Britain, Londres                         | Musée                |
|       | Paysage        | Rome, vue de l'Aventin | 1835 vers    | huile sur toile                            | 92 × 125 cm    | Collection privée Vente Sotheby's 2014        | Catalogue Sotheby's  |
|       | Marine         | Un désastre en mer | 1835 vers    | huile sur toile                            | 171 × 220 cm   | Tate Britain, Londres                         | Musée                |
|       | Scène de genre | Musique à Petworth | 1835 vers    | huile sur toile                            | 121 × 90 cm    | Tate Britain, Londres                         | Musée                |
|       | Scène de genre | Venise, depuis le porche de la Madonna della Salute                                                                                           | 1835 vers    | huile sur toile                            | 91 × 122 cm    | Metropolitan, New York                        | Musée                |
|       | Paysage        | Le Fort de L'Esseillon, Val de la Maurienne, France                                                                                           | 1835-1836    | aquarelle sur papier                       | 20 × 28 cm     | Metropolitan Museum of Art, New York          | Musée                |
|       | Marine         | Mer orageuse avec épave en feu | 1835-1840    | huile sur toile                            | 99 × 141 cm    | Tate Britain, Londres                         | Musée                |
|       | Paysage        | Mont Blanc et Glacier des Bossons au-dessus de Chamonix, Soir                                                                                 | 1836 vers    | aquarelle et graphite sur papier           | 26 × 28 cm     | Tate Britain, Londres                         | Musée                |
|       | Paysage        | Châtel-Argent et le Val d'Aoste vu du dessus de Villeneuve                                                                                    | 1836 vers    | aquarelle et gouache sur papier            | 26 × 30 cm     | Metropolitan, New York                        | Musée                |
|       | Paysage        | Sisteron du nord-ouest, avec un soleil bas | 1836         | aquarelle et graphite sur papier           | 14 × 19 cm     | Collection Jan Krugier Vente Christie's 2013  | Catalogue Christie's |
|       | Paysage        | Coucher de soleil en mer avec grondins | 1838-1840    | aquarelle et craie                         | 22 × 28 cm     | Whitworth Art Gallery, Manchester             | Musée                |
|       | Marine         | Le Navire de guerre Le Temeraire tiré jusqu'à son dernier mouillage pour être démoli, 1838                                                    | 1839         | huile sur toile                            | 91 × 122 cm    | National Gallery, Londres                     | Musée                |
|       | Marine         | Rome antique : Agrippine acostant avec les cendres de Germanicus                                                                              | 1839         | huile sur toile                            | 91 × 122 cm    | Tate Britain, Londres                         | Musée                |
|       | Marine         | Rome Moderne - Campo Vaccino | 1839         | huile sur toile                            | 92 × 123 cm    | Getty Center, Los Angeles                     | Musée                |
|       | Marine         | Tempête sur Margate Sands | 1840 vers    | aquarelle et graphite sur papier           | 22 × 29 cm     | Courtauld Gallery, Londres                    | Musée                |

## Travail sur la lumière après 1840
| Image | Thème      | Titre | Date           | Technique                        | Dimensions      | Lieu de Conservation                       | Référence            |
| ----- | ---------- | --- | -------------- | -------------------------------- | --------------- | ------------------------------------------ | -------------------- |
|       | Paysage    | La Lagune près de Venise au coucher du soleil | 1840           | aquarelle sur papier             | 24 × 30 cm      | Tate Britain, Londres                      | Publication du Musée |
|       | Paysage    | La Dogana et Santa Maria della Salute, Venise, au crépuscule, avec l'entrée du Grand Canal                                                                | 1840           | aquarelle et graphite            | 19 × 28 cm      | Tate Britain, Londres                      | Musée                |
|       | Paysage    | Le Canal de la Giudecca, Venise avec Santa Maria della Salute et d'autres églises Carnet du Grand Canal et de la Giudecca                                 | 1840           | aquarelle sur papier             | 22 × 32 cm      | Tate Britain, Londres                      | Musée                |
|       | Paysage    | Le Grand Canal, Venise, avec l'entrée du Rio di San Luca entre les Palais Grimani et Corner Contarini dei Cavalli Carnet du Grand Canal et de la Giudecca | 1840           | aquarelle et graphite sur papier | 22 × 32 cm      | Tate Britain, Londres                      | Musée                |
|       | Paysage    | Venise, Le Pont des Soupirs | 1840 exp.      | huile sur toile                  | 69 × 91 cm      | Tate Britain, Londres                      | Musée                |
|       | Paysage    | La Nouvelle lune ou, "J'ai perdu mon bateau, tu n'as pas ton cerceau"                                                                                     | 1840 exp.      | huile sur acajou                 | 65 × 81 cm      | Tate Britain, Londres                      | Musée                |
|       | Paysage    | Deux personnages sur une plage avec un bateau | 1840-1845      | huile sur panneau                | 24 × 35 cm      | Tate Britain, Londres                      | Musée                |
|       | Paysage    | Lever du soleil, avec un bateau entre des promontoires | 1840-1845      | huile sur panneau                | 91 × 122 cm     | Tate Britain, Londres                      | Musée                |
|       | Paysage    | Venise avec La Salute inachevé | 1840-1845      | huile sur toile                  | 62 × 93 cm      | Tate Britain, Londres                      | Musée                |
|       | Paysage    | Coucher de soleil sur un lac | 1840 vers      | huile sur toile                  | 91 × 123 cm     | Tate Britain, Londres                      | Musée                |
|       | Marine     | Vagues se brisant contre le vent | 1840 vers      | huile sur toile                  | 60 × 95 cm      | Tate Britain, Londres                      | Musée                |
|       | Marine     | Marine avec l'arrivée de la tempête | 1840 vers      | huile sur toile                  | 91 × 122 cm     | Tate Britain, Londres                      | Musée                |
|       | Marine     | Vagues se brisant sur un rivage sous le vent à Margate (étude pour «Rockets and Blue Lights»)                                                             | 1840 vers      | huile sur toile                  | 60 × 95 cm      | Tate Britain, Londres                      | Musée                |
|       | Marine     | Roqueckts et lumières bleues (à portée de main) pour avertir les bateaux à vapeur de l'eau des hauts-fonds                                                | 1840 vers      | huile sur toile                  | 92 × 122 cm     | Clark Art Institute, Williamstown          | Musée                |
|       | Marine     | Paysage marin avec bouée | 1840 vers      | huile sur toile                  | 91 × 122 cm     | Tate Britain, Londres                      | Musée                |
|       | Marine     | Le Négrier ou Esclavagistes jetant par-dessus bord les morts et les mourants, le typhon arrive                                                            | 1840 vers      | huile sur toile                  | 91 × 122 cm     | Musée des Beaux-Arts (Boston)              | Musée                |
|       | Marine     | Mer agitée | 1840-1845      | huile sur toile                  | 91 × 122 cm     | Tate Britain, Londres                      | Musée                |
|       | Marine     | Mer agitée avec une épave | 1840-1845      | huile sur toile                  | 92 × 123 cm     | Tate Britain, Londres                      | Musée                |
|       | Marine     | Lever du soleil avec un bateau entre des promontoires | 1840-1845      | huile sur toile                  | 91 × 122 cm     | Tate Britain, Londres                      | Musée                |
|       | Paysage    | L'Aube après le naufrage | 1841 vers      | aquarelle et gouache sur papier  | 24 × 36 cm      | Courtauld Gallery, Londres                 | Exposition du Musée  |
|       | Marine     | La Chapelle de Tell Lac de Lucerne | 1841           | aquarelle et gouache sur papier  | 22 × 28 cm      | Centre d'art britannique de Yale New Haven | Musée                |
|       | Marine     | Clair de lune sur le lac des Quatre-Cantons avec le Rigi au loin, Suisse                                                                                  | 1841           | aquarelle sur papier             | 22 × 28 cm      | Whitworth Art Gallery, Manchester          | Musée                |
|       | Marine     | La Baie d'Uri sur le Lac de Lucerne, vue de Brunnen | 1841-1842      | aquarelle et gouache sur papier  | 22 × 28 cm      | Tate Britain, Londres                      | Musée                |
|       | Marine     | Constance: exemple d'étude | 1841-1842      | aquarelle sur papier             | 24 × 31 cm      | Tate Britain, Londres                      | Musée                |
|       | Marine     | Le Rigi bleu, soleil levant | 1842           | aquarelle sur papier             | 30 × 45 cm      | Tate Britain, Londres                      | Musée                |
|       | Marine     | Le Rigi rouge | 1842           | aquarelle, lavis et gouache      | 30 × 46 cm      | National Gallery of Victoria, Melbourne    | Musée                |
|       | Marine     | Le Rigi noir : Le Lac de Lucerne montrant le Rigi au lever du soleil                                                                                      | 1842           | aquarelle                        | 30 × 45 cm      | Collection privée                          | Dickinson Gallery    |
|       | Histoire   | Guerre. L'Exil et le rocher Limpet ou Guerre. L'Exilé et l'Arapède                                                                                        | 1842           | huile sur toile                  | 79 × 79 cm      | Tate Britain, Londres                      | Musée                |
|       | Histoire   | L'Ouverture du Walhalla (bâtiment) | 1842 1843 Exp. | huile sur acajou                 | 113 × 201 cm    | Tate Britain, Londres                      | Musée                |
|       | Histoire   | Paix - Funérailles en mer | 1842 exp.      | huile sur toile                  | 87 × 87 cm      | Tate Britain, Londres                      | Musée                |
|       | Marine     | Tempête de neige en mer, Bateau à vapeur au large de l’embouchure d’un port                                                                               | 1842 exp.      | huile sur toile                  | 91 × 122 cm     | Tate Britain, Londres                      | Musée                |
|       | Marine     | La Dogana, San Giorgio et les Zitelle, depuis les marches de l'Europe                                                                                     | 1842 exp.      | huile sur toile                  | 62 × 93 cm      | Tate Britain, Londres                      | Musée                |
|       | Paysage    | Arth, au bord du Lac de Zoug. Tôt le matin: exemple d'étude                                                                                               | 1842-1843      | aquarelle et graphite            | 23 × 29 cm      | Tate Britain, Londres                      | Musée                |
|       | Paysage    | Le Col du Saint-Gothard, près de Faido: exemple d'étude                                                                                                   | 1842-1843      | aquarelle et graphite            | 23 × 29 cm      | Tate Britain, Londres                      | Musée                |
|       | Paysage    | Le lac de Zoug | 1843           | aquarelle et graphite            | 30 × 47 cm      | Metropolitan Museum of Art, New York       | Musée                |
|       | Paysage    | La Dogana et Santa Maria della Salute, Venise | 1843           | huile sur toile                  | 62 × 93 cm      | National Gallery of Art, Washington        | Musée                |
|       | Marine     | San Beneto, regardant vers Fusina | 1843 exp.      | huile sur toile                  | 62 × 93 cm      | Tate Britain, Londres                      | Musée                |
|       | Marine     | Le Soleil de Venise en mer | 1843 exp.      | huile sur toile                  | 62 × 92 cm      | Tate Britain, Londres                      | Musée                |
|       | Marine     | Le Soir du Déluge | 1843           | huile sur toile                  | 76 × 76 cm      | National Gallery of Art, Washington        | Musée                |
|       | Biblique   | Ombre et obscurité - le soir du déluge | 1843 exp.      | huile sur toile                  | 79 × 78 cm      | Tate Britain, Londres                      | Musée                |
|       | Biblique   | Lumière et Couleur (théorie de Goethe) Le matin après le déluge Moïse écrit le Livre de la Genèse                                                         | 1843 exp.      | huile sur toile                  | 79 × 79 cm      | Tate Britain, Londres                      | Musée                |
|       | Marine     | Plage et voilier | 1843-1845      | aquarelle                        | 28 × 44 cm      | Tate Britain, Londres                      | Musée                |
|       | Paysage    | Pluie, Vapeur et Vitesse Le Great Western Railway | 1844           | huile sur toile                  | 91 × 122 cm     | National Gallery, Londres                  | Musée                |
|       | Histoire   | Van Tromp, prêt à satisfaire ses maîtres fend la mer et les vagues                                                                                        | 1844           | huile sur toile                  | 92 × 123 cm     | Getty Museum, Los Angeles                  | Musée                |
|       | Biblique   | The Angel Troubling the Pool | 1845           | huile sur toile                  | 22,8 × 29 cm    | Tate Britain, Londres                      |                      |
|       | Paysage    | Paysage côtier près de Folkestone | vers 1845      | huile sur toile                  | 88 × 117 cm     | Collection privée Vente Sotheby's 1984     | Akg Images           |
|       | Marine     | Baleiniers | vers 1845      | huile sur toile                  | 92 × 123 cm     | Metropolitan Museum of Art, New York       | Musée                |
|       | Paysage    | Château de Norham, lever de soleil | vers 1845      | huile sur toile                  | 90,8 × 121,9 cm | Tate Britain, Londres                      | Musée                |
|       | Mythologie | Lever de soleil avec monstres marins | vers 1845      | huile sur toile                  | 91 × 122 cm     | Tate Britain, Londres                      | Musée                |
|       | Mythologie | Paysage avec une rivière et une baie dans le lointain | vers 1845      | huile sur toile                  | 94 × 124 cm     | Musée du Louvre, Paris                     | Notice du Musée      |
|       | Marine     | Baleiniers faisant bouillir de la graisse | vers 1845      | craie et aquarelle               | 22 × 33 cm      | Tate Britain, Londres                      | Musée                |
|       | Paysage    | Lucerne vue du lac | vers 1845      | aquarelle                        | 29,5 × 47,3 cm  | Morgan Library and Museum, New York        | Google Art           |
|       | Religieux  | L'Ange, debout dans le soleil | 1846 exp       | huile sur toile                  | 79 × 79 cm      | Tate Britain, Londres                      | Musée                |
|       | Mythologie | Ondine donnant la bague à Massaniello pêcheur de Naples                                                                                                   | 1846 exp       | huile sur toile                  | 79 × 79 cm      | Tate Britain, Londres                      | Musée                |
|       | Religieux  | Sortie au bal (San Martino) | 1846 exp       | huile sur toile                  | 62 × 92 cm      | Tate Britain, Londres                      | Musée                |
|       | Marine     | Baleiniers (graisse bouillante) coincés dans la glace s'efforçant de se dégager                                                                           | 1846 exp       | huile sur toile                  | 90 × 120 cm     | Tate Britain, Londres                      | Musée                |
|       | Religieux  | La Visite au tombeau | 1850 exp       | huile sur toile                  | 91 × 122 cm     | Tate Britain, Londres                      | Musée                |